# Phil Sieben
Phil Thierri Sieben (Lüneburg, 20 juni 1999) is een Duits voetballer die doorgaans speelt als middenvelder. In januari 2025 verruilde hij Eintracht Norderstedt voor Rot-Weiß Oberhausen.

## Clubcarrière
Sieben speelde in de jeugd van VfL Lüneburg, alvorens hij in 2015 werd opgenomen in de academie van SC Paderborn. Hier speelde hij tot 2020 behalve het seizoen 2016/17, toen hij bij Schalke 04 speelde. In de zomer van 2020 nam Fortuna Düsseldorf hem over. Hier kwam hij in het tweede elftal te spelen. Zijn debuut in de hoofdmacht maakte hij op 23 oktober 2021, toen in de 2. Bundesliga werd gespeeld tegen Karlsruher SC. Door een eigen doelpunt van Philip Heise kwam Fortuna op voorsprong, waarna het via Marvin Wanitzek gelijk werd. Christoph Klarer en Khaled Narey zorgden voor een overwinning voor de ploeg uit Düsseldorf: 3–1. Sieben moest van coach Christian Preußer op de reservebank beginnen en hij viel in de blessuretijd in voor Marcel Sobottka.
Medio 2022 verliep zijn verbintenis en hierop werd hij transfervrij aangetrokken door Roda JC, waar hij voor twee jaar tekende met een optie op een seizoen extra. In zijn eerste seizoen in Kerkrade kwam hij tot vijfentwintig competitiewedstrijden. Zijn contract werd in augustus 2023 ontbonden. Hierop zat hij een paar manden zonder club, waarna hij eind januari 2024 voor Rot-Weiß Oberhausen tekende. Sieben tekende in juli 2024 bij Eintracht Norderstedt. Na een half jaar bij die club keerde hij terug bij Rot-Weiß Oberhausen.

## Clubstatistieken
| Seizoen | Club                  | Competitie        | Competitie | Competitie | Beker | Beker | Internationaal | Internationaal | Totaal | Totaal |
| Seizoen | Club                  | Competitie        | Wed.       | Dlp.       | Wed.  | Dlp.  | Wed.           | Dlp.           | Wed.   | Dlp.   |
| ------- | --------------------- | ----------------- | ---------- | ---------- | ----- | ----- | -------------- | -------------- | ------ | ------ |
| 2020/21 | Fortuna Düsseldorf II | Regionalliga      | 28         | 2          | —     | —     | —              | —              | 28     | 2      |
| 2021/22 | Fortuna Düsseldorf II | Regionalliga      | 24         | 3          | —     | —     | —              | —              | 24     | 3      |
| 2021/22 | Fortuna Düsseldorf    | 2. Bundesliga     | 2          | 0          | 1     | 0     | —              | —              | 3      | 0      |
| 2022/23 | Roda JC               | Eerste divisie    | 25         | 1          | 1     | 0     | —              | —              | 26     | 1      |
| 2023/24 | Rot-Weiß Oberhausen   | Regionalliga West | 13         | 0          | 0     | 0     | —              | —              | 13     | 0      |
| 2024/25 | Eintracht Norderstedt | Regionalliga Nord | 15         | 0          | 1     | 2     | —              | —              | 16     | 2      |
| 2024/25 | Rot-Weiß Oberhausen   | Regionalliga West | 1          | 0          | 0     | 0     | —              | —              | 1      | 0      |
| Totaal  | Totaal                | Totaal            | 108        | 6          | 3     | 2     | 0              | 0              | 111    | 8      |

Bijgewerkt op 6 februari 2025.